# Gran Premio de Catar de Motociclismo de 2006
El Gran Premio de Catar de Motociclismo de 2006 fue la segunda prueba del Campeonato del Mundo de Motociclismo de 2006. Tuvo lugar en el fin de semana del 6 al 8 de abril de 2006 en el Circuito Internacional de Losail, situado en Doha, Catar. La carrera de MotoGP fue ganada por Valentino Rossi, seguido de Nicky Hayden y Loris Capirossi. Jorge Lorenzo ganó la prueba de 250cc, por delante de Andrea Dovizioso y Roberto Locatelli. La carrera de 125cc fue ganada por Álvaro Bautista, Mika Kallio fue segundo y Sergio Gadea tercero.

## Resultados MotoGP
| Pos.            | N.º | Piloto             | Constructor | Vueltas | Tiempo/Retirado | Grilla | Puntos |
| --------------- | --- | ------------------ | ----------- | ------- | --------------- | ------ | ------ |
| 1               | 46  | Valentino Rossi    | Yamaha      | 22      | 43:22.229       | 6      | 25     |
| 2               | 69  | Nicky Hayden       | Honda       | 22      | +0.900          | 4      | 20     |
| 3               | 65  | Loris Capirossi    | Ducati      | 22      | +1.494          | 2      | 16     |
| 4               | 15  | Sete Gibernau      | Ducati      | 22      | +4.638          | 7      | 13     |
| 5               | 27  | Casey Stoner       | Honda       | 22      | +7.575          | 1      | 11     |
| 6               | 26  | Dani Pedrosa       | Honda       | 22      | +10.820         | 5      | 10     |
| 7               | 33  | Marco Melandri     | Honda       | 22      | +11.784         | 12     | 9      |
| 8               | 24  | Toni Elías         | Honda       | 22      | +19.481         | 3      | 8      |
| 9               | 5   | Colin Edwards      | Yamaha      | 22      | +22.920         | 8      | 7      |
| 10              | 10  | Kenny Roberts, Jr. | KR211V      | 22      | +34.286         | 10     | 6      |
| 11              | 56  | Shinya Nakano      | Kawasaki    | 22      | +35.316         | 9      | 5      |
| 12              | 7   | Carlos Checa       | Yamaha      | 22      | +49.245         | 14     | 4      |
| 13              | 77  | James Ellison      | Yamaha      | 22      | +1:01.469       | 17     | 3      |
| 14              | 6   | Makoto Tamada      | Honda       | 22      | +1:10.778       | 16     | 2      |
| 15              | 66  | Alex Hofmann       | Ducati      | 22      | +1:22.051       | 18     | 1      |
| 16              | 30  | José Luis Cardoso  | Ducati      | 22      | +1:33.818       | 19     |        |
| Ret             | 71  | Chris Vermeulen    | Suzuki      | 7       | Retirement      | 11     |        |
| Ret             | 21  | John Hopkins       | Suzuki      | 4       | Ret             | 13     |        |
| Ret             | 17  | Randy de Puniet    | Kawasaki    | 0       | Ret             | 15     |        |
| Reporte Oficial |     |                    |             |         |                 |        |        |

## Resultados 250cc
| Pos.            | N.º | Piloto            | Constructor | Vueltas | Tiempo/Retirado | Grilla | Puntos |
| --------------- | --- | ----------------- | ----------- | ------- | --------------- | ------ | ------ |
| 1               | 48  | Jorge Lorenzo     | Aprilia     | 20      | 41:29.946       | 1      | 25     |
| 2               | 34  | Andrea Dovizioso  | Honda       | 20      | +0.077          | 6      | 20     |
| 3               | 15  | Roberto Locatelli | Aprilia     | 20      | +19.364         | 3      | 16     |
| 4               | 80  | Héctor Barberá    | Aprilia     | 20      | +19.398         | 2      | 13     |
| 5               | 4   | Hiroshi Aoyama    | KTM         | 20      | +24.051         | 8      | 11     |
| 6               | 50  | Sylvain Guintoli  | Aprilia     | 20      | +28.695         | 10     | 10     |
| 7               | 19  | Sebastián Porto   | Honda       | 20      | +33.255         | 5      | 9      |
| 8               | 58  | Marco Simoncelli  | Gilera      | 20      | +34.214         | 13     | 8      |
| 9               | 55  | Yuki Takahashi    | Honda       | 20      | +34.406         | 11     | 7      |
| 10              | 96  | Jakub Smrž        | Aprilia     | 20      | +34.419         | 7      | 6      |
| 11              | 36  | Martín Cárdenas   | Honda       | 20      | +49.121         | 21     | 5      |
| 12              | 8   | Andrea Ballerini  | Aprilia     | 20      | +1:00.069       | 14     | 4      |
| 13              | 73  | Shuhei Aoyama     | Honda       | 20      | +1:00.633       | 16     | 3      |
| 14              | 54  | Manuel Poggiali   | KTM         | 20      | +1:04.619       | 9      | 2      |
| 15              | 28  | Dirk Heidolf      | Aprilia     | 20      | +1:12.332       | 15     | 1      |
| 16              | 21  | Arnaud Vincent    | Honda       | 20      | +1:13.128       | 19     |        |
| 17              | 57  | Chaz Davies       | Aprilia     | 20      | +1:44.684       | 23     |        |
| 18              | 22  | Luca Morelli      | Aprilia     | 20      | +1:59.950       | 25     |        |
| 19              | 41  | Michele Danese    | Aprilia     | 19      | +1 lap          | 26     |        |
| 20              | 85  | Alessio Palumbo   | Aprilia     | 19      | +1 lap          | 24     |        |
| Ret             | 24  | Jordi Carchano    | Honda       | 15      | Accident        | 22     |        |
| Ret             | 16  | Jules Cluzel      | Aprilia     | 6       | Retirement      | 17     |        |
| Ret             | 14  | Anthony West      | Aprilia     | 6       | Retirement      | 12     |        |
| Ret             | 23  | Arturo Tizón      | Honda       | 4       | Accident        | 20     |        |
| Ret             | 25  | Alex Baldolini    | Aprilia     | 3       | Retirement      | 18     |        |
| Ret             | 7   | Alex de Angelis   | Aprilia     | 0       | Accident        | 4      |        |
| Reporte Oficial |     |                   |             |         |                 |        |        |

## Resultados 125cc
| Pos.            | N.º | Piloto                   | Constructor | Vueltas | Tiempo/Retirado | Grilla | Puntos |
| --------------- | --- | ------------------------ | ----------- | ------- | --------------- | ------ | ------ |
| 1               | 19  | Álvaro Bautista          | Aprilia     | 18      | 38:56.548       | 1      | 25     |
| 2               | 36  | Mika Kallio              | KTM         | 18      | +6.765          | 3      | 20     |
| 3               | 33  | Sergio Gadea             | Aprilia     | 18      | +6.775          | 4      | 16     |
| 4               | 75  | Mattia Pasini            | Aprilia     | 18      | +8.327          | 2      | 13     |
| 5               | 22  | Pablo Nieto              | Aprilia     | 18      | +14.551         | 7      | 11     |
| 6               | 55  | Héctor Faubel            | Aprilia     | 18      | +15.266         | 9      | 10     |
| 7               | 10  | Ángel Rodríguez Campillo | Aprilia     | 18      | +15.356         | 11     | 9      |
| 8               | 1   | Thomas Lüthi             | Honda       | 18      | +16.236         | 15     | 8      |
| 9               | 24  | Simone Corsi             | Gilera      | 18      | +22.770         | 18     | 7      |
| 10              | 60  | Julián Simón             | KTM         | 18      | +23.137         | 10     | 6      |
| 11              | 14  | Gábor Talmácsi           | Honda       | 18      | +29.516         | 6      | 5      |
| 12              | 35  | Raffaele De Rosa         | Aprilia     | 18      | +29.527         | 16     | 4      |
| 13              | 29  | Andrea Iannone           | Aprilia     | 18      | +42.997         | 12     | 3      |
| 14              | 32  | Fabrizio Lai             | Honda       | 18      | +45.532         | 20     | 2      |
| 15              | 71  | Tomoyoshi Koyama         | Malaguti    | 18      | +58.675         | 19     | 1      |
| 16              | 18  | Nicolás Terol            | Derbi       | 18      | +59.145         | 28     |        |
| 17              | 41  | Aleix Espargaró          | Honda       | 18      | +1:00.762       | 23     |        |
| 18              | 15  | Michele Pirro            | Aprilia     | 18      | +1:02.635       | 24     |        |
| 19              | 43  | Manuel Hernández         | Aprilia     | 18      | +1:06.073       | 26     |        |
| 20              | 26  | Vincent Braillard        | Aprilia     | 18      | +1:12.674       | 30     |        |
| 21              | 8   | Lorenzo Zanetti          | Aprilia     | 18      | +1:14.590       | 13     |        |
| 22              | 38  | Bradley Smith            | Honda       | 18      | +1:14.885       | 22     |        |
| 23              | 53  | Simone Grotzkyj          | Aprilia     | 18      | +1:16.297       | 29     |        |
| 24              | 44  | Karel Abraham            | Aprilia     | 18      | +1:17.279       | 34     |        |
| 25              | 21  | Mateo Túnez              | Aprilia     | 18      | +1:17.320       | 25     |        |
| 26              | 17  | Stefan Bradl             | KTM         | 18      | +1:21.292       | 33     |        |
| 27              | 37  | Joey Litjens             | Honda       | 18      | +1:43.507       | 36     |        |
| 28              | 16  | Michele Conti            | Honda       | 18      | +1:46.382       | 35     |        |
| 29              | 20  | Roberto Tamburini        | Aprilia     | 18      | +1:46.627       | 37     |        |
| 30              | 23  | Lorenzo Baroni           | Honda       | 18      | +1:47.243       | 31     |        |
| Ret             | 52  | Lukáš Pešek              | Derbi       | 17      | Retirement      | 5      |        |
| Ret             | 12  | Federico Sandi           | Aprilia     | 5       | Accident        | 14     |        |
| Ret             | 45  | Imre Tóth                | Aprilia     | 5       | Retirement      | 27     |        |
| Ret             | 9   | Michael Ranseder         | KTM         | 5       | Accident        | 32     |        |
| Ret             | 11  | Sandro Cortese           | Honda       | 2       | Accident        | 17     |        |
| Ret             | 6   | Joan Olivé               | Aprilia     | 2       | Accident        | 8      |        |
| Ret             | 63  | Mike Di Meglio           | Honda       | 1       | Retirement      | 21     |        |
| DNS             | 7   | Alexis Masbou            | Malaguti    |         | Did not start   |        |        |
| Reporte Oficial |     |                          |             |         |                 |        |        |